# 卡斯縣 (印第安納州)
卡斯县（英語：Cass County）是美國印地安納州北部的一個縣。面積1,075平方公里。根據美國2000年人口普查，共有人口40,930人。縣治洛根斯波特（Logansport）。
成立於1829年4月13日，以來自密歇根州的參議員劉易斯·卡斯（Lewis Cass）命名。